# Zespół Váradi-Pappa
Zespół Váradi-Pappa (zespół ustno-twarzowo-palcowy typu VI, zespół Váradi, ang. Váradi-Papp syndrome, oral-facial-digital syndrome type VI, OFDS VI, Varadi syndrome) – rzadki zespół wad wrodzonych, o dziedziczeniu autosomalnym recesywnym, opisany przez węgierskich lekarzy Valérię Váradi, Zoltána Pappa i L. Szabo w 1980 roku. Od innych typów zespołów ustno-twarzowo-palcowych różni się występowaniem nieprawidłowości kości śródręcza z centralną polidaktylią oraz wadami móżdżku.